# Longicyatholaimus tenuicaudatus
Longicyatholaimus tenuicaudatus is een rondwormensoort uit de familie van de Cyatholaimidae.